# Клермон ЮК
«Клермон Юниверсите Клюб» (Клермон ЮК, фр. Clermont Université Club, CUC, известен также как «Девушки из Клермона», фр. Les Demoiselles de Clermont) — французский женский баскетбольный клуб, выступавший с 1964 по 1985 год в городе Клермон-Ферран. 13-кратный чемпион Франции (1968—1979, 1981), пятикратный финалист Кубка Европейских чемпионок (1971, 1973, 1974, 1976, 1977). В 2019 году удостоен национальной премии «Слава спорта» (фр. Gloire du sport).

## История
Университетский клуб Клермона был основан в 1921 году, изначально как регбийный. Женская баскетбольная команда клуба была создана в 1964 году. В это же время в одном из ведущих французских женских клубов, «Монферран», выступавшем по соседству, произошёл конфликт между руководством команды и её тренером Эдит Тавер, закончившийся увольнением тренера. В знак протеста вслед за Тавер клуб покинул ряд ведущих игроков, выступавших одновременно за сборную Франции. Тренер и часть ушедших из «Монферрана» игроков, включая Джеки Шазалон, присоединились к только что созданной университетской команде.
Хотя новый клуб радикально усилился в результате массового прихода игроков сборной, французская баскетбольная федерация не изменила его первоначального статуса и ему потребовались два сезона, чтобы выйти в высший дивизион национального первенства. Уже в первый свой сезон в высшей лиге игроки «Клермона» стали вице-чемпионками страны, проиграв в финале клубу «Жерб» (Монсо-ле-Мин) со счётом 42:44. Через год в финале чемпионата встретились эти же две команды, и на этот раз «Клермон» взял верх 46:35, выиграв первое в своей истории чемпионское звание. Этот титул стал первым в серии из 12 подряд — победная серия «Клермона» продолжалась до 1979 года, а в 1981 году «девушки из Клермона» завоевали звание чемпионок в 13-й раз. При этом до 1977 года команда в национальном первенстве не проиграла ни одной встречи.
После первой победы в чемпионате Франции клуб из Клермон-Феррана получил право на участие в Кубке Европейских чемпионок. В первые два года участия «девушки из Клермона» выбыли из борьбы в 1/8 финала и в четвертьфинале. Однако приход в команду в 1969 году ещё двух молодых игроков национальной сборной Колетт Пассмар и Ирен Гидотти обеспечил дальнейшее усиление её игры, и в сезоне 1970/1971 «Клермон» пробился в финал Кубка чемпионок. Там французская команда встретилась с советским клубом «ТТТ Рига», неизменно выигрывавшим этот турнир с 1964 года. Финал 1971 года не стал исключением: рижская команда, ведомая центровой Ульяной Семёновой, выиграла у «Клермона» и во Франции, и в Риге.
После этого в «Клермоне» сменился тренер: команду возглавил Жоэ Жоне, одновременно тренировавший сборную Франции. Кроме того, в клуб из команды города Эврё пришла ещё одна сильная баскетболистка Элизабет Риффьо. В 1972 году «Клермон» проиграл в полуфинале Кубка чемпионок пражской «Спарте», а затем ещё дважды подряд доходил до финала главного европейского кубка, но оба года разгромно проигрывал рижанкам. Наиболее реальный шанс стать обладательницами Кубка чемпионок «девушки из Клермона» получили в сезоне 1975/1976, когда советские команды бойкотировали европейские соревнования. В итоге в финале встретились две команды, поочерёдно проигрывавшие «ТТТ» с 1971 года — «Клермон» и «Спарта». В первой встрече, проходившей во Франции, хозяйки площадки взяли верх со счётом 58:55, однако в ответном матче пражанки выиграли у «Клермона» 20 очков.
В ходе чемпионата Европы, проходившего в том числе в Клермон-Ферране, 7 из 12 игроков сборной Франции представляли «Клермон». После этого, однако, начался постепенный распад клуба. Джеки Шазалон объявила о завершении игровой карьеры в возрасте 31 года, тренер Жоне ушёл в «Стад франсез», а ещё одна баскетболистка сборной Кати Мальвьен — в польский «Гданьск», став первой французской баскетболисткой, выступающей за рубежом. В 1977 году «Клермон» в последний раз в истории дошёл до финала Кубка чемпионок, где снова проиграл «ТТТ», а затем клуб из-за ухудшающейся атмосферы покинули также Пассмар, Гидотти и Риффьо.
В 1985 году женская команда «Клермон ЮК» была расформирована, однако её достижения обеспечили ей в 2019 году национальную премию «Слава спорта» (фр. Gloire du sport).